# Mediocytherideis (Sylvestra) ochracea
Mediocytherideis (Sylvestra) ochracea is een mosselkreeftjessoort uit de familie van de Leptocytheridae. De wetenschappelijke naam van de soort is voor het eerst geldig gepubliceerd in 1890 door Brady.